# Bác sĩ thanh niên
Bác sĩ thanh niên (Tiếng Trung: 青年医生) là bộ phim truyền hình Trung Quốc phát sóng năm 2014, kể về các bác sĩ trẻ. Phim được đạo diễn bởi Triệu Bảo Cương, Vương Nghênh, biên kịch bởi Từ Manh, với sự tham gia diễn xuất của các diễn viên Nhậm Trọng, Trương Lệ, Trương Đạc, Vương Dương, Chu Phóng, Lý Hoa, Phương An Na. Phim hoàn thành các cảnh quay vào tháng 7 năm 2014, được công chiếu vào tháng 11.

## Nội dung
Ngay từ khi còn nhỏ, Trình Tuấn đã nhìn thấy công việc khó khăn mà cha mẹ anh đặt ra để trở thành một bác sĩ, nhưng vì yêu thích y học, anh đã kiên quyết chọn trở thành một bác sĩ cấp cứu. Là bác sĩ chịu áp lực lớn nhưng với sự vô tư, Triệu Trùng vẫn có thể tìm được niềm vui trong công việc. Khi người bà của anh đột ngột bị chẩn đoán mắc bệnh ung thư gan giai đoạn cuối, Triệu Trùng đã rất đau đớn khi là một bác sĩ nhưng không thể cứu sống bà anh. Trình Tuấn thích Âu Dương Vũ Lộ, một bác sĩ cùng khoa, và Thẩm Thanh Xuyên, một người anh lớn du học từ Hoa Kỳ trở về, gia nhập Khoa phẫu thuật tim của bệnh viện Tây Hoa và đồng thời theo đuổi Âu Dương mãnh liệt. Sự tham gia của Thẩm Thanh Xuyên khiến Âu Dương và Trình Tuấn đều bị cuốn vào vòng xoáy của cảm xúc. Ba thực tập sinh mới được chỉ định vào khoa cấp cứu cũng mang đến nhiều rắc rối cho phòng cấp cứu, đồng thời thêm thắt nhiều câu chuyện cho cả nhóm. Trình Tuấn cùng nhóm nhỏ phòng cấp cứu vượt qua khó khăn, trong quá trình điều trị bệnh nhân không ngừng tự đào sâu bản thân, rèn luyện y đức, kiên trì tìm tòi, canh giữ trên con đường sự nghiệp, tìm ra ý nghĩa của việc bảo vệ sự sống trong trường hợp khẩn cấp.

## Diễn viên

### Bác sĩ
| Diễn viên        | Vai              | Miêu tả | Ghi chú |
| ---------------- | ---------------- | --- | ------- |
| Nhậm Trọng       | Trình Tuấn       | Năm năm làm việc tại khoa cấp cứu, bác sĩ thường trú luân phiên | [ 2 ]   |
| Trương Lệ        | Âu Dương Vũ Lộ   | Ba năm làm việc tại khoa cấp cứu, bác sĩ thường trú luân phiên | [ 3 ]   |
| Vương Dương      | Vương Bác        | Năm năm làm việc tại khoa cấp cứu, bác sĩ thường trú luân phiên | [ 4 ]   |
| Trương Đạc       | Thẩm Thanh Xuyên | Bác sĩ phẫu thuật tim | [ 5 ]   |
| Trương Giai Ninh | Ngải Tiểu Thiên  | Khoa cấp cứu khẩn cấp, tốt nghiệp Thạc sĩ năm 2010 khoa Y Học viện Tây Hoa, hy vọng sẽ trở thành một bác sĩ sản khoa. | [ 6 ]   |
| Đỗ Giang         | Triệu Trùng      | Thực tập sinh khoa cấp cứu,Tốt nghiệp khoa Y Học viện Tây Hoa khóa 2008, 2010 tốt nghiệp Thạc sĩ, sinh tháng 6 năm 1987, ban đầu không muốn trở thành bác sĩ. Người Bắc Kinh, cha mẹ điều hành một nhà hàng.                         | [ 7 ]   |
| Chu Phóng        | Trâu Ỷ Mộng      | Thực tập sinh khoa cấp cứu, tốt nghiệp Thạc sĩ năm 2010 khoa Y Học viện Tây Hoa, sinh tháng 10 năm 1986, thành tích học tập xuất sắc và hy vọng trở thành một bác sĩ nhãn khoa. Người Hiếu Nghĩa Sơn Tây, Cha là cảnh sát nổi tiếng. | [ 8 ]   |
| Tông Bình        | Tằng Hiểu Mai    | Giám đốc khoa cấp cứu |         |
| Lý Hồng Quyền    | Chủ nhiệm Mã     | Phó giám đốc khoa cấp cứu |         |
| Sử Khả           | Lâm Tư           | Y tá trưởng khoa cấp cứu |         |
| Lý Hoa           | Dung Dung        | Y tá khoa cấp cứu |         |
| Triệu Khang Vĩ   | Lưu Trường Sinh  | Y tá nam khoa cấp cứu, thế hệ giàu có thứ hai |         |
| Phương An Na     | Điền Lệ          | Y tá khoa cấp cứu, thích Vương Bác |         |
| Trịnh Ngọc       | Cừu Bá Chiêu     | Viện trưởng |         |
| Lý Bình          | Lý Lan Anh       | Giám đốc Văn phòng Học vụ, vợ Viện trưởng |         |
| Ngô Nguyên Tuấn  | Chủ nhiệm Lưu    | Giám đốc khoa phẫu thuật tim |         |
| Diêm Ba          | Hầu Bá           | Người chăm sóc nhà xác bệnh viện |         |
| Dương Tĩnh       | Chủ nhiệm Ngô    | Chủ nhiềm |         |
| Mạnh Hạo Cường   | Hầu Vũ           | Còn trai của Hầu Bá, người quản lý nhà xác bệnh viện |         |

### Người thân của bác sĩ
| Diễn viên         | Vai                      | Miêu tả |
| ----------------- | ------------------------ | --- |
| Vu Xuân           | cha Âu Dương             | cha Âu Dương Vũ Lộ |
| Ổ Thiến Thiến     | mẹ Âu Dương              | mẹ Âu Dương Vũ Lộ |
| Lương Tuấn Nhất   | Kim Kha                  | Nhà phân tích chứng khoán Phố Wall, 10 phần giàu có, con trai của bạn bè cha mẹ Âu Dương, đồi tượng xem mắt của Âu Dương, khi theo đuổi Âu Dương và Trâu Ỷ Mộng, đều thất bại |
| Hoàng Mai Oánh    | mẹ Thẩm Thanh Xuyên      | |
| Lưu Bội           | Chị gái Thẩm Thanh Xuyên | Chị gái Thẩm Thanh Xuyên, từng là một bác sĩ cấp cao, nhưng đã tham gia vào nghiên cứu vì một vài lý do |
| Triệu Thành Thuận | cha Triệu Trùng          | Cha của Triệu Trùng người điều hành nhà hàng với mẹ của Triệu Trùng |
| Phùng Quân        | mẹ Triệu Tùng            | Mẹ của Triệu Trùng người điều hành nhà hàng với cha của Triệu Trùng |
| Hầu Đồng Giang    | ông Trình                | Ông của Trình Tuấn |
| Triệu Thục Trân   | bà Trình                 | Bà của Trình Tuấn, người bị ung thư phổi tiến triển, sau cùng qua đời |
| Lưu Bách Nam      | cha Trâu Ỷ Mộng          | Cha của Trâu Ỷ Mộng, là một cảnh sát |
| Vu Mẫn            | mẹ Trâu Ỷ Mộng           | Mẹ của Trâu Ỷ Mộng, người bị bệnh từ quê nhà đến Bắc Kinh, đang tìm kiếmTrâu Ỷ Mộng, sau khi chẩn đoán, bà được xác nhận rằng có một khối u trong não, nhưng bà đã chết trước khi phẫu thuật |
| Từ Linh           | thím Thẩm                | Người vợ khốn khổ của Hầu Bá ly hôn vì muốn trả ơn cứu mạng cho người vợ hiện tại. Sau đó, người vợ hiện tại qua đời vì bệnh tật và biết rằng cô ấy độc thân kể từ khi ly hôn nên đã đưa cô ấy trở lại Bắc Kinh và cuối cùng kết hôn với Hầu Bá lần nữa |
| Đoan Mộc Sùng Huệ | Đường Đường              | Biên tập viên Xuất Bản Xã, Bởi vì ông chủ của Xuất Bản Xã đánh giá cao tài năng văn học của Triệu Trùng, ông muốn xuất bản cuốn sách của Triệu Trùng bởi Xuất Bản Xã, gửi cô ấy đến phòng làm việc của Triệu Trùng; Bởi vì Triệu Trùng cô biết Trình Tuấn, cũng thích Trình Tuấn, và thậm chí còn thú nhận với Trình Tuấn, nhưng đã bị từ chối vì Trình Tuấn không thể từ bỏ Âu Dương |
| Diêm Thanh Dư     | mẹ Ngải Tiểu Thiên       | |
| Lý Trạch Phong    | Tôn Kiến Tài             | Tình yêu đầu của Ngải Tiểu Thiên |
| Quách Khải Mẫn    | Trình Minh Nghĩa         | Cha của Trình Tuấn, bạn của Lâm Tư, là một bác sĩ đã đến Châu Phi để trợ giúp y tế, vì mẹ anh bị ốm, anh trở về Trung Quốc và cuối cùng kết hôn với Lâm Tử (mẹ của Trình Tuấn qua đời vì bệnh tật trong những năm đầu) |

### Bệnh nhân, người thân bệnh nhân và bạn bè
| Diễn viên       | Vai                | Miêu tả                                                   | Ghi chú |
| --------------- | ------------------ | --------------------------------------------------------- | --- |
| Văn Chương      | Tôn Quân Bảo       | Bệnh nhân vấn đề tâm lý                                   | Ông nói rằng đang bị bệnh dại, nhưng sau khi điều tra thì thấy rằng nó chỉ là một vấn đề tâm lý |
| Vu Na           | Uông Mĩ Phượng     | Vợ cũ của Ngô Vũ Sinh, một bệnh nhân bị thiếu máu bất sản | Cô muốn gặp Ngô Vũ Sinh, nhưng Ngô Vũ Sinh cũng phải nhập viện vì tai nạn xe hơi, Uông Mĩ Phượng cuối cùng cũng không thể chờ đợi |
| Đàm Khải        | Ngô Vũ Sinh        | Chồng cũ của Uông Mĩ Phượng                               | Anh muốn gặp Uông Mĩ Phượng, anh gặp phải tai nạn xe hơi khi đang lái xe đến bệnh viện, đã phải nhập viện trong tình trạng hôn mê, và Uông Mĩ Phượng chết trong tình trạng hôn mê, hai người bỏ lỡ cơ hội gặp gỡ và sau đó anh ta được xuất viện |
| Hoắc Tư Yến     | Lý Đan             | Bệnh nhân viêm cơ tim cấp tính                            | Đây là bệnh nhân đầu tiên tại Bệnh viện Tây Hoa sử dụng các dụng cụ y tế ECMO - oxy hóa qua màng ngoài cơ thể, và được chữa khỏi và xuất viện |
| Lý Giải         | Chông Lý Đan       |                                                           | |
| Mã Tô           | Tần Lộ             | Bệnh nhân được gửi đến phòng cấp cứu vì tự sát            | Vẫn còn một ý tưởng tự tử trong quá trình điều trị, và sau đó nhờ sự giác ngộ của bác sĩ Trình, cô đã từ bỏ ý tưởng tự tử của mình và cô đã được chữa trị khỏi và xuất viện.                                                                     |
| Uông Tuấn       | Lưu Tiến           | Con trai Lưu Hi Quang                                     | Phó chủ tịch của một công ty lớn, đang tổ chức một cuộc họp đấu thầu trong khi cha bị bệnh |
| Trần Hách       | Trương Quân        | Bệnh nhân vấn đề tâm lý                                   | Một bệnh nhân cũ của Âu Dương luôn cảm thấy đau đầu, anh nói rằng Âu Dương không chữa khỏi, anh đã từng đe dọa Âu Dương và cuối cùng đã bị cảnh sát đưa đi                                                                                       |
| Tiêu Tuấn Diễm  | Chu Vân            | Mang thai                                                 | Con gái được sinh ra trong nhà hàng do cha của Triều Trùng điều hành, hai mẹ con đều bình an vô sự, được đưa đến bệnh viện kiểm tra, người mẹ không bị tái phát ung thư vú và mọi thứ đều bình thường đối với con gái                            |
| Kiều Chấn Vũ    | Cố Tiểu Manh       | chồng Chu Vân                                             | |
| Vương Tử Văn    | Lữ Vi              | Ung thư dạ dày giai đoạn hai                              | |
| Đỗ Thuần        | Phùng Lội          | Bạn trai Lữ Vi                                            | |
| Diêu Địch       | Hạ Khả Hân         | Bệnh nhân tái phát bệnh bạch cầu                          | Vì điều trị không hiệu quả đã chết |
| Mẫn Chính       | Cha Hạ Khả Hân     |                                                           | |
| Tôn Hồng Lôi    | Lưu Nhất Bách      | Chóng mặt đến phòng điều trị y tế cấp cứu cho bệnh nhân   | Đồng tính luyến ái, nhà văn |
| Lưu Kim Sơn     | Vương Toàn         | Bạn gái của Lưu Nhất Bách                                 | Đồng tính luyến ái |
| Tiết Tiểu Nhiễm | Cao Tiểu Nguyệt    | Giảm cân quá mức                                          | |
| Lư Oánh         | Bạn Cao Tiểu Ngyệt |                                                           | |

### Diễn viên khác
| Diễn viên | Vai      | Miêu tả                        | Ghi chú |
| --------- | -------- | ------------------------------ | ------- |
| Đặng Toàn | Tiểu Khả | Hẹn hò giấu mặt với Trình Tuấn |         |

## Phát sóng

### Phát sóng lần đầu
| Kênh                                                                  | Quốc gia   | Ngày phát sóng                                          | Thời gian phát sóng                                                                 | Remark                          |
| --------------------------------------------------------------------- | ---------- | ------------------------------------------------------- | ----------------------------------------------------------------------------------- | ------------------------------- |
| Chiết Giang TV/ An Huy TV/ Truyền hình Bắc Kinh (BTV-1)/ Thiên Tân TV | Trung Quốc | 18 tháng 11 năm 2014                                    |                                                                                     |                                 |
| MCOT Family (Kênh 14)                                                 | Thái Lan   | 7 tháng 1 năm 2018,,2 tháng 4 năm - 29 tháng 5 năm 2018 | Thứ Tư và thứ Năm hàng tuần từ 20:15 - 21:00, thứ Hai đến thứ Sáu, từ 21:00 - 22:00 | Tên: The Young Doctor คุณหมอฝึกหัด |

## Nhạc phim
| STT | Nhan đề                                       | Phổ lời        | Phổ nhạc      | Ca sĩ                                             | Thời lượng |
| --- | --------------------------------------------- | -------------- | ------------- | ------------------------------------------------- | ---------- |
| 1.  | "Âm thanh của tình yêu" (Nhạc cuối phim)      | Đại Nhạc Uông  | Lưu Hãn Thông | Trương Bích Thần, Dư Phong                        |            |
| 2.  | "Giữa nụ hôn" (Nhạc chủ đề)                   | Lưu Hãn Thông  | Lưu Hãn Thông | Trương Bích Thần                                  |            |
| 3.  | "Bài hát của y tá Trung Quốc" (Nhạc sáp khúc) | Triệu Đại Minh | Mạnh Vệ Đông  | Từ Tiểu Vũ, Địch Lưu Bân, Tưởng Lôi, Lưu Long Hải |            |

## Hậu trường
- Có rất nhiều hành động hít thở oxy, bóp tim, và đặt nội khí quản được đưa vào bộ phim. Khi đối mặt với những bệnh nhân khác nhau, các biện pháp cần thiết để cứu rất khác nhau. Có những bác sĩ chuyên nghiệp tại hiện trường với tư cách là chuyên gia tư vấn, ống kính sẽ được cắt rất cẩn thận và cố gắng trình bày từng chi tiết một cách hoàn hảo, do đó việc đọc kịch bản đôi khi mất vài ngày. Mọi diễn viên cần phải đợi cuộc gọi điện, tham gia buổi ghi hình khi cần [11].
- Trước khi đoàn làm phin bắt đầu, các diễn viên trong phim đã đến phòng cấp cứu của bệnh viện Triều Dương trong một buổi tập kéo dài ba tuần cùng với bác sĩ thực sự, họ trải nghiệm mọi hoạt động sơ cứu [12].
- Trong việc quay phân đoạn "tự tử" của Mã Tô trên mái nhà, hầu như tất cả các màn trình diễn diễn viên đều diễn ra trên mái nhà từ sáng cho đến khi mặt trời lặn, và mặt trời chiếu sáng trong một ngày [13].

## Thông tin bên lề
1. Vào cuối tập đầu tiên, có một âm mưu của một tai nạn xe hơi gây ra bởi một sợi dây Diều cắt ngang cổ họng. Tai nạn do sợi dây Diều gây ra xảy ra nhiều lần. Ví dụ, vào ngày 26 tháng 3 năm 2013, Bình Đỉnh Sơn tỉnh Hà Nam đã có một vụ tai nạn dây Diều cắt ngang cổ họng [14].

## Rating
| CSM 50      | CSM 50 | CSM 50                              | CSM 50                              | CSM 50                        | CSM 50                        | CSM 50                          | CSM 50                          | CSM 50                     | CSM 50                     |
| ----------- | ------ | ----------------------------------- | ----------------------------------- | ----------------------------- | ----------------------------- | ------------------------------- | ------------------------------- | -------------------------- | -------------------------- |
|             |        | Truyền hình vệ tinh Bắc Kinh (BTV1) | Truyền hình vệ tinh Bắc Kinh (BTV1) | Truyền hình vệ tinh Thiên Tân | Truyền hình vệ tinh Thiên Tân | Truyền hình vệ tinh Chiết Giang | Truyền hình vệ tinh Chiết Giang | Truyền hình vệ tinh An Huy | Truyền hình vệ tinh An Huy |
| Ngày        | Tập    | Rating                              | Hạng                                | Rating                        | Hạng                          | Rating                          | Hạng                            | Rating                     | Hạng                       |
| 18 tháng 11 | 1-3    | 0.816                               | 3                                   | 0.694                         | 5                             | 0.685                           | 6                               | 0.280                      | 20                         |
| 19 tháng 11 | 4-6    | 0.796                               | 3                                   | 0.636                         | 7                             | 0.567                           | 10                              | 0.267                      | 27                         |
| 20 tháng 11 | 7-9    | 0.938                               | 2                                   | 0.681                         | 6                             | 0.697                           | 5                               | 0.320                      | 20                         |
| 21 tháng 11 | 10-12  | 0.857                               | 4                                   | 0.734                         | 6                             | 0.744                           | 5                               | 0.329                      | 29                         |
| 22 tháng 11 | 13-14  | 0.959                               | 2                                   | 0.845                         | 4                             | 0.648                           | 8                               | 0.358                      | 16                         |
| 23 tháng 11 | 15-16  | 1.017                               | 2                                   | 0.884                         | 5                             | 0.828                           | 7                               | 0.396                      | 13                         |
| 24 tháng 12 | 17-19  | 0.944                               | 2                                   | 0.725                         | 7                             | 0.795                           | 6                               | 0.384                      | 16                         |
| 25 tháng 12 | 20-22  | 1.056                               | 2                                   | 0.877                         | 5                             | 0.888                           | 4                               | 0.421                      | 15                         |
| 26 tháng 12 | 23-25  | 1.126                               | 2                                   | 0.838                         | 5                             | 0.903                           | 4                               | 0.496                      | 14                         |
| 27 tháng 12 | 26-28  | 1.142                               | 2                                   | 0.895                         | 5                             | 0.917                           | 4                               | 0.450                      | 13                         |
| 28 tháng 12 | 29-31  | 1.068                               | 2                                   | 1.012                         | 2                             | 0.875                           | 5                               | 0.496                      | 12                         |
| 29 tháng 12 | 32-33  | 1.304                               | 2                                   | 0.834                         | 6                             | 0.819                           | 7                               | 0.582                      | 11                         |
| 30 tháng 12 | 34-35  | 1.347                               | 2                                   | 0.887                         | 6                             | 0.902                           | 5                               | 0.526                      | 1                          |

## Giải thưởng
| Ngày                 | Lễ trao giải | Giải              |
| -------------------- | --- | ----------------- |
| 23 tháng 12 năm 2015 | Giải Phi thiên lần thứ 30 | Danh sách rút gọn |
| 2019                 | "Bảy mươi năm hào hùng, màn ảnh kỷ niệm sinh nhật" - Chương trình chính của sự kiện "Phát thanh truyền hình nghe nhìn toàn cầu Trung Quốc " | Lựa chọn          |